# Albar (higo)
Albar es un cultivar de higuera de tipo higo común Ficus carica, bífera (con dos cosechas por temporada, brevas e higos de otoño), de higos de epidermis con color de fondo verde amarillento con sobrecolor amarillo verdoso. Se cultiva principalmente en las comarcas de Badajoz, Olivenza y Jerez de los Caballeros en Extremadura.

## Sinonimia
- „sin sinónimo“.[5][6][7]

## Historia
Nuestra higuera Ficus carica, procede de Oriente Medio y sus frutos formaron parte de la dieta de nuestros más lejanos antepasados. Se cree que fueron fenicios y griegos los que difundieron su cultivo por toda la cuenca del mar Mediterráneo. Es un árbol muy resistente a la sequía, muy poco exigente en suelos y en labores en general.
Los higos secos son muy apreciados desde antiguo por sus propiedades energéticas, además de ser muy agradables al paladar por su sabor dulce y por su alto contenido en fibra; son muy digestivos al ser ricos en cradina, sustancia que resulta ser un excelente tónico para personas que realizan esfuerzos físicos e intelectuales.
España se ha consolidado en los últimos años como el mayor productor de higos de la Unión Europea y el noveno a nivel mundial, según los datos de "FAOSTAT" (Estadísticas de la FAO) del 2012 que recoge un reciente estudio elaborado por investigadores del « “Centro de Investigación Finca La Orden- Valdesequera” ».

## Características
La higuera 'Albar' es una variedad bífera de tipo higo común. Árbol de mediano desarrollo, follaje denso, hojas trilobuladas con pentalobuladas. 'Albar' es de producción baja de brevas y alta de higos.
Las brevas 'Albar' tienen forma esférica de un tamaño grande con unos 40 gramos de promedio, de epidermis de espesor medio, elástica y se separa muy bien del fruto, de color de fondo verde amarillento con sobre color amarillo verdoso. Con un ºBrix (grado de azúcar) de 21 de sabor poco dulce, con firmeza media, con pulpa ámbar muy clara. De una calidad aceptable en su valoración organoléptica, son de un inicio de maduración tardío, en la primera semana de julio.
Los higos 'Albar' son higos redondeados en forma esférica de unos 26 gramos en promedio, de epidermis elástica de color de fondo verde amarillento con sobre color amarillo. Con un ºBrix (grado de azúcar) de 26 de sabor muy dulce, con firmeza media, con color de la pulpa ámbar claro con numerosos aquenios . De una calidad buena en su valoración organoléptica, son de un inicio de maduración desde primera semana de agosto hasta finales de septiembre, siendo el periodo de máxima producción en la primera semana de septiembre.

## Cultivo y usos
'Albar', es una variedad de higo que además de su uso en alimentación humana también se ha cultivado en Extremadura tradicionalmente para alimentación del ganado porcino.
Se está tratando de estudiar y mejorar sus cualidades, así como de extender su cultivo de ejemplares cultivados en la finca experimental de cultivos hortofrutícolas Cicytex-Finca La Orden propiedad de la Junta de Extremadura.